# Sonet 91 (William Szekspir)

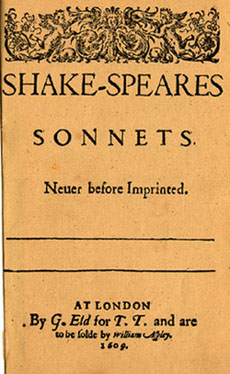
Strona tytułowa pierwszego wydania sonetów Shakespeare’a

Sonet 91 (Jedni ród sławią, inni zręczność swoją) – jeden z cyklu sonetów autorstwa Williama Shakespeare’a. Po raz pierwszy został opublikowany w 1609 roku.

## Treść
W sonecie tym podmiot liryczny, którego część badaczy utożsamia z autorem, opisuje swój stosunek do miłości tajemniczego młodzieńca. Stwierdza, że każdy człowiek posiada coś, co uważa za swój wyjątkowo pozytywny przymiot. Dla p. lirycznego jest nim odwzajemniane uczucie młodego człowieka, jednak to zostało utracone.
Deklaruje także, że przez cały czas martwił się o losy ich związku: drżąc, że odejdziesz, stałem się nędzarzem.